# 竹原芳子
竹原 芳子（たけはら よしこ、1960年2月10日 - ）は、日本の女優、元お笑いタレント。大阪府出身。旧芸名：どんぐり。
アマチュア落語家として活動する際の高座名は西天満亭どんぐり。

## 経歴
短期大学卒業後の20歳のときに証券会社に入社。21歳のときに1982年に創立したばかりの吉本総合芸能学院（NSC）大阪校1期生の募集を見て応募しようとしたが周囲の反対があって会社を辞められずに断念。証券会社では営業職として働いたのち、40歳のときからは裁判所の臨時の事務官として働いて人生を送った。
裁判所勤務時に自分の話が相手にうまく伝わっていないことがあったことから話し方教室に通い、そのつながりで2007年頃にNHK文化センターの落語教室にも通い始める。落語を習ったことをきっかけに表現することの楽しさに目覚め、裁判所勤務のままアマチュア落語家として高座に上がるようになる。
50代になった2010年に、「ここから第二の人生だと思ってやりたかったことをもう1回やろう」という動機で、約30年前に断念していたNSC大阪校に33期生として入所（同期はコロコロチキチキペッパーズ、霜降り明星など）。どんぐりという芸名でピン芸人として活動。しかし、次第に芸人活動からは離れていき、落語家を志して落語教室を通っていたときの講師だった桂文華に弟子入りを志願するが、年齢を理由に断られる。
55歳になった頃に芝居の勉強をしたいと考えワークショップに通い始め、2016年からは間寛平が座長を務める「劇団間座」の公演に参加し、女優活動を開始。ここでは葵樹泉の名義を使用し、旗上げ公演『恋の虫』に出演。以降、同劇団の『発明王』『クリスマスコメディ』に出演。
2017年、ENBUゼミナールのシネマプロジェクト第6弾で製作された『退屈な日々にさようならを』の舞台挨拶を観たことをきっかけに、本名の竹原芳子名義で同プロジェクト第7弾に参加。そこで制作された『カメラを止めるな!』にて長編映画初出演を果たし、メインキャストの中でも登場シーンは少なめだったものの特徴的な見た目と耳に残る大阪弁で観客に強い印象を与える。2018年9月13日、8年間所属したよしもとクリエイティブ・エージェンシーを離れ、映画24区に所属する。映画24区所属を機に、「子供からお年寄りまで覚えてもらいやすい名前に」という理由で芸名を再びどんぐりに戻している。その際「竹原どんぐり」にしようかと考えたが、竹原ピストルと被るのではと懸念し断念した。
50代になってから芸能活動を始めて活躍を見せたことから注目を集め、2019年6月8日には、かつて自身も受講していたNHK文化センター梅田教室にて講演会「どんぐりの挑戦 〜落語から始まった、遅咲きの人生〜」を開催。
同年6月5日発売の海蔵亮太のデビュー曲『愛のカタチ』でミュージックビデオに初出演かつ初主演。認知症の女性という難しい役柄を好演し、海蔵からも「どんぐりさんの演技が、より物語に深みを与えて下さった」と評された。更に2019年7月期の木曜劇場『ルパンの娘』（フジテレビ系）で、主人公の祖母・三雲マツ役にて初の連続ドラマレギュラー出演を果たす。レギュラー出演が決まったときは「ドッキリカメラではないかと思った」という。そんな発言があったからか、8月24日放送の『ドッキリGP』では、『ルパンの娘』共演の小沢真珠、加藤諒とともに、目の前に元谷芙美子（アパホテル社長）が突然現れる「アパドッキリ」を仕掛けられた。
契約満了のため、同年9月12日をもって所属していた映画24区を退所。
2020年11月開始の関西ローカル番組『片っ端から喫茶店』（テレビ大阪）でレギュラー出演。
2021年3月31日、再び本名の竹原芳子を活動名義とすることを発表した。
2022年1月、自身初の著書『還暦のシンデレラガール』をサンマーク出版より出版。

## 人物・エピソード
趣味は山歩き、神社仏閣巡り。特技は落語、河童の真似、下駄縄跳び、エアーシンクロナイズドスイミング、舌鼓といった特徴的なものを挙げている。よしもと所属後もアマチュア落語家としての活動を続け、2015年3月15日開催「神戸おこし亭アマチュア落語コンテスト THE落語女王2015」では「親子酒」を披露し審査員特別賞を受賞した。食べ物の好みは、大の豆好き、あんこ好き。
身長が低かったり、目が小さかったり額が広かったりする容姿や、関西弁を操る個性的な声が特徴。これらの特徴は竹原にとってはコンプレックスだったが、落語を習ったことでそれが持ち味となり、のちのお笑い活動や女優活動に活かされている。特にお笑い活動時は小動物的な動きとして身長の低さを活かしたり、額を特徴としたネタを披露したりしていた。また、そのインパクトのある見た目とは対照的に、役者としては安定した人間味のある芝居をこなすと映画24区所属時のプロフィールで紹介されていた。
映画『カメラを止めるな!』では他のメインキャストに比べ竹原の出番はやや少なめだったが、映画を観た人からは「インパクトがすごかった」「どこから連れて来たんだ」とよく言われたと監督の上田慎一郎は語っている。同映画を取り上げたテレビ番組では竹原について、西川貴教は「週刊ヤングマガジンぐらいにしか出てこないキャラ」、清水ミチコは「AIだと思った」と感想を述べた。
シネマプロジェクトのオーディションに応募する際、履歴書ではなくそのチラシの裏に名前を書いてファクスで送信した。また、オーディション参加の時点には、劇団間座での蛾の役しか演じたことがなく、オーディションの場では思い切り蛾を披露してみせた。ブレーキのない、底抜けに明るい点が監督の上田に気に入られ採用となった。「劇団間座」での経験が活きたことから座長の間寛平には感謝の気持ちを持っている。
50歳になったとき「ここから第二の人生だ」と思ったきっかけは、1996年のNHK大河ドラマ『秀吉』で、渡哲也演ずる織田信長が「人間50年…」と言って炎の中で死ぬシーンが脳内に焼き付いていたことから。「私、織田信長だったら死んどるで」「ここから第二の人生やん」と思って、一度は断念していたお笑いの世界に飛び込むこととなった。
裁判所勤務時代に落語を習っていた頃、発表会のための高座名が必要になった際、同じく教室の人から「あんたの名前考えたある。『原亭どんぐり』どうや？」と言われ、「どんぐり」の部分を採用して「西天満亭どんぐり」とした。その後の芸人時代、このときの高座名から芸名を「どんぐり」としたが、これは何かインパクトのある芸名が必要という相談になったときに、NSCの同期生だった芸人の堀川絵美が「どんぐりっぽくないですか」と言ったことがきっかけになっていると堀川の談による。
女優活動が本格化してからアマチュア落語家としての活動は控えられていたが、2022年7月公開のフランス映画『キャメラを止めるな!』のシネマ・ロサでの舞台挨拶にて、7年ぶりに「天満亭どんぐり」として登場し、小話を披露した。

## 出演

### 映画
- カメラを止めるな!（2018年6月23日公開[注 1]、ENBUゼミナール/アスミック・エース、監督：上田慎一郎） - 笹原芳子 役　※「竹原芳子」名義
- クレイジーアイランド 奈緒美の愛と青春と狂気の爆走ロード（2019年3月23日公開[注 2]、監督：辻凪子・阪元裕吾） - 島の長老 金さん 役
- かぐや様は告らせたい〜天才たちの恋愛頭脳戦〜（2019年9月6日公開、東宝、河合勇人監督） - 使用人 役[36]
- 最高の人生の見つけ方（2019年10月11日公開、ワーナー・ブラザース映画、監督：犬童一心） - 患者 役
- 閉鎖病棟 -それぞれの朝-（2019年11月1日公開、東映、監督：平山秀幸）
- あの頃。（2021年2月19日公開、ファントム・フィルム、監督：今泉力哉）[37]
- ルパンの娘（2021年10月15日公開、東映、監督：武内英樹） - 三雲マツ 役[38]
- 老後の資金がありません!（2021年10月30日、東映、監督：前田哲）
- キャメラを止めるな!（2022年7月15日公開、ギャガ、監督：ミシェル・アザナヴィシウス） - マダム・マツダ 役[39][注 3]
- 翔んで埼玉 〜琵琶湖より愛をこめて〜（2023年11月23日公開、東映、監督：武内英樹） - 甲子園地下施設長 役

#### 短編映画
- ぱん。（2016年、監督：阪元裕吾・辻凪子） - 店長の妻 みさえ 役　※「葵樹泉」名義
- 8年と1泊2日（2018年、監督：東かほり） - 旅館の女将 役　※「たけはらよしこ」名義[40]
- カメラを止めるな!リモート大作戦!（2020年、監督：上田慎一郎） - 笹原芳子 役[41]
- さまよえ記憶（2023年8月4日公開、監督：野口雄大） - 情報質屋 役

### テレビドラマ
- リーガルV〜元弁護士・小鳥遊翔子〜 第8話（2018年12月6日、テレビ朝日） - 丸山珠美 役[42]
- 深夜のダメ恋図鑑 最終夜（2018年12月9日、ABC・テレビ朝日） - 掃除のおばちゃん 役[43]
- 執事 西園寺の名推理2 第2話（2019年5月3日、テレビ東京） - 大葉雅代 役[44]
- ルパンの娘（フジテレビ） - 三雲マツ 役
  - 第1シリーズ（2019年7月11日 - 9月26日）[45]
  - 第2シリーズ（2020年10月16日 - 12月10日）[46][47][48]
- 時空探偵おゆう 大江戸科学捜査 第3話（2019年7月19日、カンテレ）[49]
- 美食探偵 明智五郎 特別編 第二夜（2020年6月7日、日本テレビ） - 桐谷重子 役
- 探偵・由利麟太郎（2020年6月16日 - 7月14日、関西テレビ・フジテレビ系） - 波田聡美 役[50]
- 嫉妬（2020年8月16日、テレビ朝日）[51]
- じゃない方の彼女 第3話 (2021年10月25日、テレビ東京)
- 俺の可愛いはもうすぐ消費期限!? (2022年5月28日、テレビ朝日) 　- 大久保 役
- 警視庁強行犯係 樋口顕 Season2 第3話（2022年7月29日、テレビ東京） - 林富江 役
- 一橋桐子の犯罪日記 第1話・第4話（2022年10月8日・29日、NHK総合） - 鶴野好子 役
- 我らがパラダイス（2023年） - 藤原幸江 役
- 育休刑事 第1話（2023年4月18日、NHK総合・NHK BS4K） - 美濃充子 役
- 名探偵だった俺が転生したら赤ちゃんだった件（2023年2月18日、中京テレビ） - 川田弘恵 役
- 東海テレビ×WOWOW共同製作連続ドラマ ギフテッド（フジテレビ / WOWOW） - タキ 役
  - Season1（2023年8月12日 - 10月1日、フジテレビ）[52][53]
  - Season2（2023年10月14日 - 12月2日、WOWOW / 2024年6月8日 - 6月29日、フジテレビ）[54]

### ウェブドラマ
- くちびるWANTED（2018年12月16日、AbemaSPECIAL2） - 大池スミレ都知事 役
- BRIDGE はじまりは1995.1.17神戸 プロローグドラマ「ひと口、あなたに。」（2019年1月8日、U-NEXT）
- カメラを止めるな! スピンオフ ハリウッド大作戦!（2019年3月2日、AbemaTV[注 4]） - 笹原芳子 役
- 美食探偵 明智五郎 ㊙️裏メニュー 第4話（2020年5月3日、Hulu） - 桐谷重子（和宏の母） 役
- モモウメ 第13話（2021年10月、Hulu[注 5]） - 老モモ 役

### テレビ番組
- 千鳥のぼっけぇTV!（2010年7月14日、GAORA）[55]
- あらびき団 第167回（2011年8月9日、TBSテレビ）
- 痛快TV スカッとジャパン（フジテレビ）　※第136回・第139回・第145回・第149回は「竹原芳子」名義
  - 第136回・第139回・第142回・第145回・第149回「ショートショートスカッと」（2018年8月13日[56]・9月3日・10月15日・11月5日・12月3日）
  - 第174回「迷惑な若者が大反省2連発」（2019年7月29日）
  - 第177回「意外な展開スカッと」（2019年8月19日）
- 白昼夢（2018年9月9日・16日、フジテレビ） - 番組内ドラマ「白昼夢 OF THE DEAD」ゾンビ役　※「竹原芳子」名義
- 中居正広の金曜日のスマイルたちへ（2018年11月16日、TBSテレビ）　※「竹原芳子」名義
- 知ったら戻れないセカイ（2018年11月17日、フジテレビ）[57]
- 有吉反省会（2018年12月8日、日本テレビ）[17]　※「竹原芳子」名義
- 『カメラを止めるな!』世界を席巻!? 映画祭アツアツ珍道中inインドネシア（2018年12月25日、TOKYO MX）[58]
- ワガババ修学旅行〜澤部先生VSデヴィ夫人ら9人の淑女!自由すぎる富士山旅〜（2019年1月4日、フジテレビ）
- 踊る!さんま御殿!! (2019年2月26日、日本テレビ)
- ヒルナンデス!（2019年3月21日、日本テレビ）「萌え断!グルメ百景」VTRゲスト
- 暮らしのレシピ（2019年3月2日 - 30日、TBS）[59]
- アナザーストーリーズ 運命の分岐点「“カメラを止めるな!”〜低予算×無名が生んだ奇跡〜」（2019年5月21日、NHK BSプレミアム）
- ダウンタウンDX（2019年5月30日、日本テレビ）[7][8][60]
- 芸能人が本気で考えた!ドッキリGP（2019年8月24日、フジテレビ）[21]
- 逃走中15周年記念!50周年のサザエさんとコラボSP（2019年11月23日、フジテレビ）[61]
- 民謡魂 ふるさとの歌（2019年12月8日、NHK総合）
- 凸ちゃん凹ちゃん（2020年1月5日、毎日放送）MC[62]
- 相席食堂（2020年8月25日、ABCテレビ）[63]
- 片っ端から喫茶店 シーズン1（2020年11月6日 - 2021年、テレビ大阪）
- 有吉ゼミ（2020年1月18日、日本テレビ）「チャレンジグルメ」

### インターネットテレビ
- 田中圭24時間テレビ（2018年12月15日 - 16日、AbemaSPECIAL2）[64][65] - 「くちびるWANTED」大池スミレ都知事 役

### 舞台
- 劇団間座「恋の虫」（2016年12月24日・25日、HEP HALL） - 蛾 あいこ 役[66]　※「葵樹泉」名義
- 劇団間座「発明王」（2017年9月17日・18日、ABCホール） - 人造人間1号 役　※「葵樹泉」名義
- NGK30周年記念公演「間寛平クリスマスコメディ feat.劇団間座 〜ホーリーナイト アーヘーナイト〜」（2017年12月24日、なんばグランド花月） - 電機屋店員 役　※「葵樹泉」名義

#### 公演中止
- PARCO劇場オープニング・シリーズ 第2弾「佐渡島他吉の生涯」（2020年5月 - 6月、PARCO劇場・NHK大阪ホール）- おたか 役[67]

### CM
- NEXON『FAITH-フェイス』「2つの正義篇」（2018年） - 店員 役[68]
- J:COM「わたしの見たい『LOVE激白会 映画・ネイチャー』」篇・「わたしの見たい『LOVE激白会 スポーツ・旅・紀行』」篇（2018年） - 司会 役[69]
- カオナビ「キミがいっぱい」篇（2018年） - 経営者 役[70]　※都内交通機関およびWeb用CM
- ネスレ日本 カメラを止めるな!スピンオフ『ハリウッド大作戦!』スペシャルCM アンバサダー編（2019年） - 笹原芳子 役　※Web用CM
- ギャガ 映画『キャメラを止めるな!』前日譚（2022年） - 笹原プロデューサー 役[71] ※Web用CM

### MV
- 海蔵亮太「愛のカタチ」（2019年） - 認知症の女性 役[19][72]

## 著書
- 還暦のシンデレラガール（2022年1月28日、サンマーク出版、ISBN 978-4763139689）